# John Bennett (hurler)
John Bennett (Cork, 1934 - Cork, 10 de agosto de 2016) foi um hurler irlandês cuja liga e campeonato de carreira com a equipa sénior Cork que durou oito anos de 1960 a 1968. Ele é considerado como um dos maiores de sempre jogadores de Cork.
Nascido em Douglas no lado sul da cidade de Cork, Bennett foi introduzido para atirar em sua juventude. A falta de uma estrutura menor de idade com o clube de Douglas solicitou sua transferência para o Blackrock onde rapidamente entrou para a equipa sénior. Bennett passou a desfrutar de uma carreira de sucesso com o clube e ganhou dois condados de medalhas do campeonato sênior. Como futebolista gaélico com St. Michael , ele terminou sua carreira de clube com Douglas.
Bennett fez sua estréia no cenário inter-condado quando ele foi adicionado ao painel sênior da cortiça para o 1960 campeonato . Ao longo dos próximos anos, ele achou difícil de estabelecer-se na equipe, no entanto, em 1966 ele era um regular na linha de frente. Bennett ganhou um conjunto de All-Ireland e Munster medalhas naquele ano. Ele jogou seu último jogo para Cork, em Julho de 1968.
Em 1965, Bennett alinhou com a equipa Munster inter-provincial, no entanto, ele nunca ganhou uma medalha do Railway Cup.
Na aposentadoria de jogar Bennett envolveu-se em gestão de equipes e assuntos administrativos. Ele era um selector com a equipa sénior Blackrock antes de servir como presidente do clube durante seis anos. Como um seletor com a equipa sénior Cork Bennett ajudou a orientar a equipe para Munster e Nacional Hurling Liga sucessos em 1972.
Bennett morreu em 10 de agosto de 2016.